# Parajapygidae
Famille
Les Parajapygidae sont une famille de diploures (petits invertébrés terrestres). Elle comporte plus de 60 espèces en trois genres.

## Liste des genres
- Ectasjapyx (Silvestri, 1929)
- Miojapyx (Ewing, 1941)
- Parajapyx (Silvestri, 1903)
  - Parajapyx (Grassjapyx) (Pagés, 1952)
  - Parajapyx (Parajapyx) (Silvestri, 1903)

## Référence
- Womersley, 1939 : Diplura. Primitive Insects of South Australia. Silverfish, springtails and their allies, p. 45–77.